# Allantus cingillum
Allantus cingillum är en stekelart som först beskrevs av Johann Christoph Friedrich Klug 1818.  Allantus cingillum ingår i släktet Allantus, och familjen bladsteklar. Arten är reproducerande i Sverige.